# Mistrovství Československa v cyklokrosu 1979
Mistrovství Československa v cyklokrosu 1979 se konalo v sobotu 13. ledna  1979 v Praze Krči.
Startovalo 46 závodníků.

## Přehled
| Poř.             | Jméno         | Čas        |
| Zlatá medaile    | Miloš Fišera  | 1:06:30 h  |
| Stříbrná medaile | Jiří Kvapil   | + 0:16 min |
| Bronzová medaile | Petr Klouček  | + 1:25 min |
| 4                | Ladislav Šulc | + 1:41 min |
| 5                | Jan Žaloudek  | + 2:36 min |
| 6                | Miroslav Pek  | + 2:42 min |